# Stickney (cráter)
Stickney es el cráter más grande de Fobos, una de las dos lunas de Marte. Constituye el elemento más destacado del relieve del satélite.

## Características
Se encuentra en la cara del satélite (cuya órbita, próxima a la superficie marciana, está en acoplamiento de marea) que se ofrece de forma permanente a la superficie del planeta. Su nomenclatura es una de las excepciones a la costumbre de bautizar elementos superficiales de Fobos con nombres de las novelas de Los Viajes de Gulliver, y hace referencia a Angeline Stickney, esposa del astrónomo A. Hall.
Tiene un diámetro de alrededor de 9 km. Un cráter más joven con un diámetro de 2 km, bautizado como Limtoc, se localiza dentro de Stickney.
Una parte de la superficie del cráter ofrece un entorno resguardado en gran medida de la incidencia de rayos cósmicos, convirtiendo al cráter en un objetivo de potencial interés para las misiones espaciales de cara a establecer un asentamiento.
Su edad ha sido estimada en torno a los 0,1-0,5 miles de millones de años (Ga).